# Parque nacional Tula
El Parque nacional Tula esta, ubicado en el estado de Hidalgo, México, con una superficie de 99.5 ha.
Este parque es administrado por la Secretaría de Medio Ambiente y Recursos Naturales, conjuntamente con el Instituto Nacional de Antropología e Historia. Dentro del parque se encuentra la Zona arqueológica de Tula. En la floraesalta la presencia de agavaceas y matorrales de mezquite, acaceas, cactáceas, yuca, piru y pastos nativos de la región. En la fauna hay diferentes especies de lagartijas y camaleones, así como diferentes especies de culebras y víboras.

## Historia

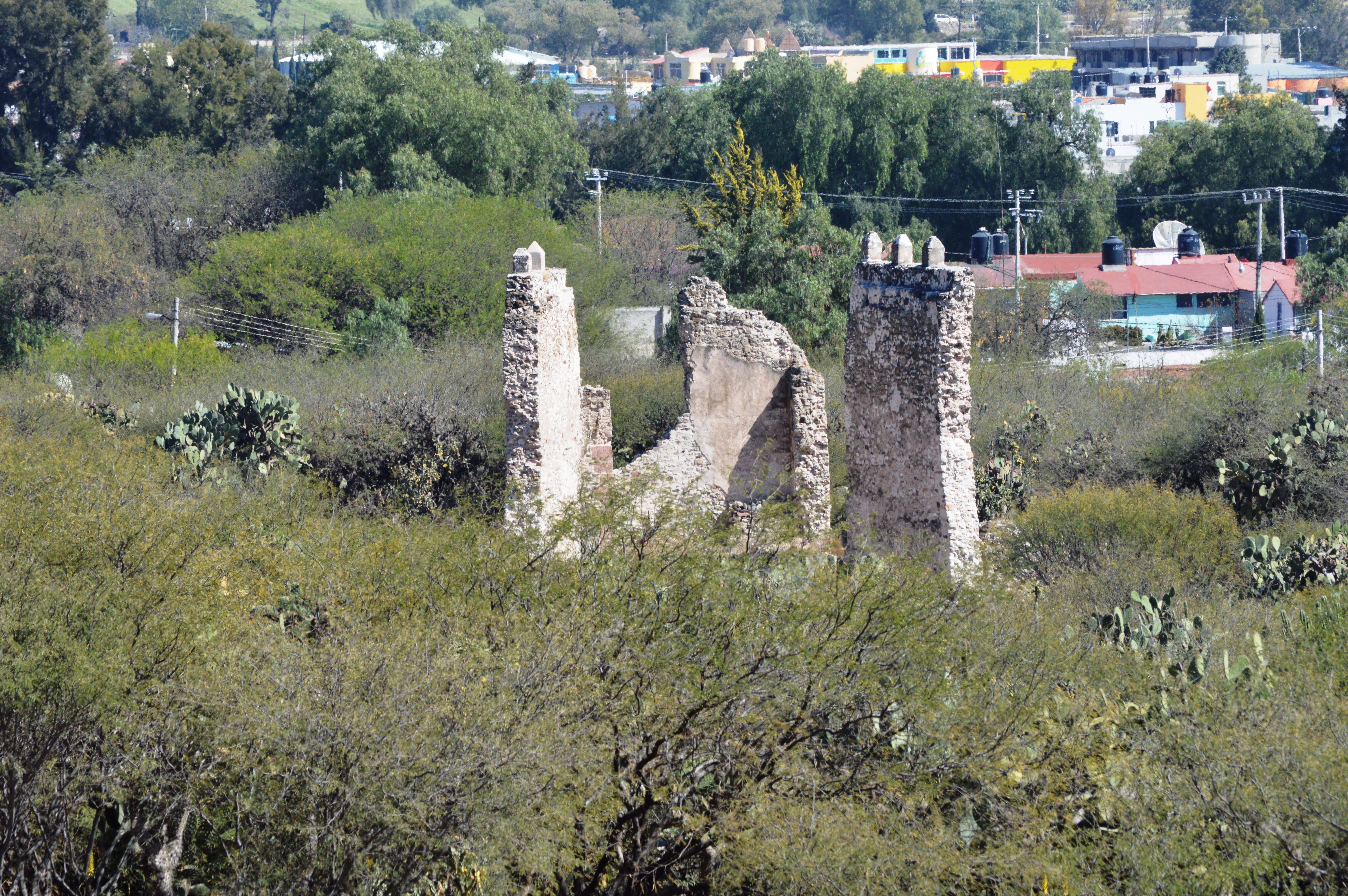
Ruinas de la capilla en la zona arqueología.

Fundada en el siglo VIII, la ciudad de Tollan-Xicocotitlan tuvo una duración de más de cuatro siglos. Las primeras evidencias de la ocupación del emplazamiento de Tollan-Xicocotitlan corresponden al final del Período Clásico Temprano (ss. II-VIII d. C.). El ocaso de Tollan-Xicocotitlan inicia hacia mediados del siglo XII, y es un proceso que coincide con la llamada Fase Fuego. Durante los dos siglos que duró esta etapa, fueron incendiados los edificios principales del centro administrativo.
Tras el colapso, varios de los linajes de gobierno de la ciudad iniciaron un éxodo que los llevó a establecerse en otras partes de Mesoamérica. Durante 1350-1450, la ciudad fue ocupada por grupos mexicas. Estos realizaron nuevas construcciones de uso habitacional. Tras la conquista española, se construyó en la región una nueva población que tomó su nombre de la antigua ciudad, aunque castellanizándolo. Esta población corresponde a la actual Tula de Allende. En las inmediaciones de la zona arqueológica se encuentran los restos de una construcción de aquellos primeros años de la Colonia, que corresponden a la última fase arqueológica.
Con el objetivo de conservar el patrimonio histórico cultural de la antigua civilización tolteca y para protección de la zona arqueológica, el 7 de septiembre de 1979 se firma un convenio que establece las bases para la creación del parque, pero por decreto presidencial, el 20 de noviembre de 1981 es decretado parque nacional.

Vista panorámica de 360° de Tula, como se ve desde la Pirámide de Tlahuizcalpantecuhtli (Pirámide B).

## Geografía

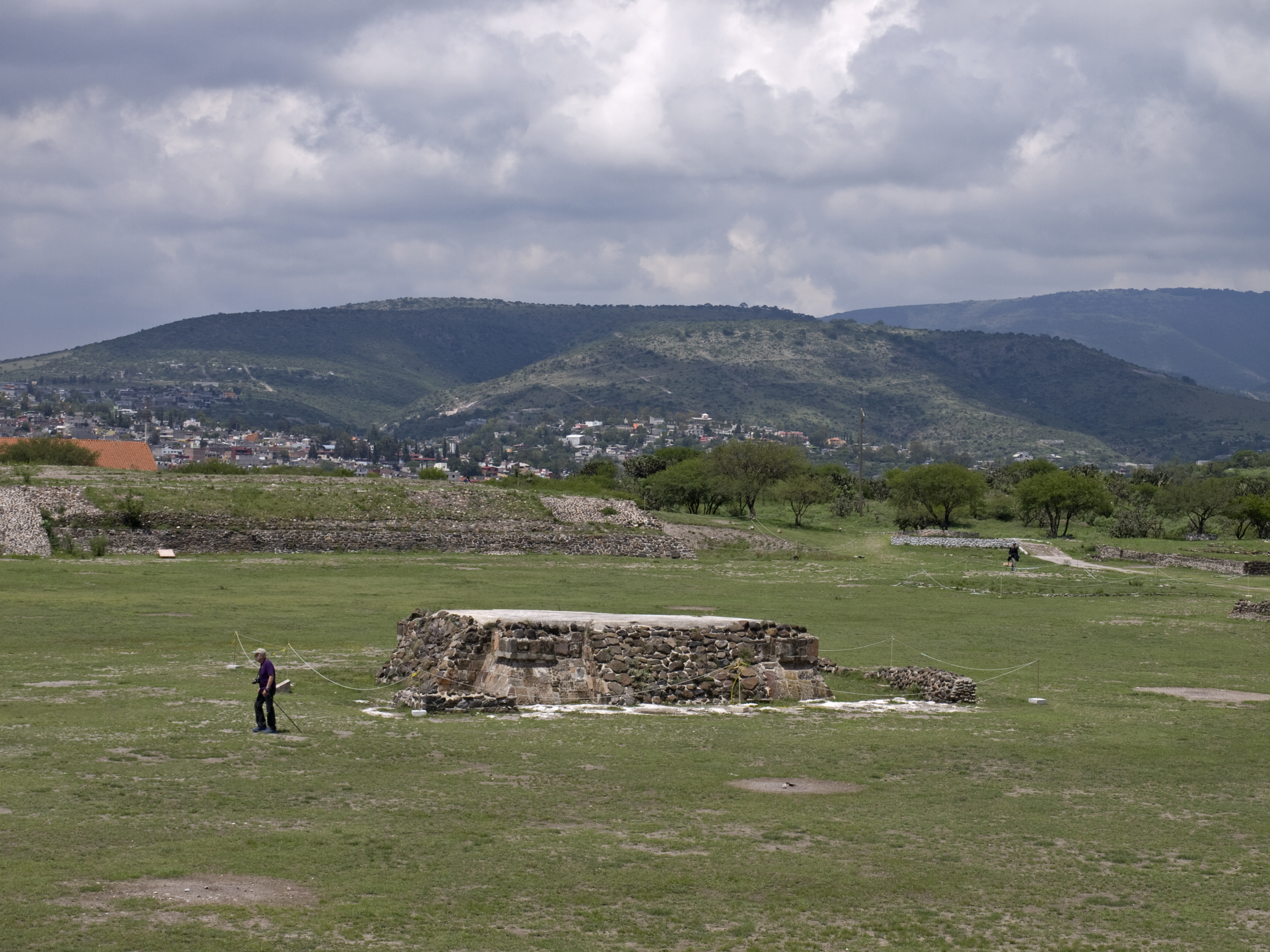
Altar principal.

Está ubicado en el Estado de Hidalgo, en el paralelo 20º 04’ 29" de latitud norte y el meridiano 99º 20´ 37" longitud oeste, limita al oeste con la ciudad de Tula, al sur con campos de cultivo ejidatarios, al norte y este con un pequeño valle que recibe uso agrícola y con la carretera Tula-Chapantongo.
Pertenece a la Provincia Fisiográfica del Eje Neovolcánico. Comprende una pequeña elevación ondulada, las altitudes en este varían, la máxima 2080 m s. n. m., y la mínima 2040 m s. n. m.
La hidrología del área, comprende parte de la Cuenca del Río Pánuco, el cual nace en Almoloya del Río del Estado de México; de allí, por medio de costosas obras de ingeniería, llega entubada a la Ciudad de México y, después de alimentar a la urbe, sale por las alcantarillas al Gran Canal de Desagüe, de donde pasa al Canal de Tequixquiac y luego al Tajo de Nochistongo; en este trayecto recibe algunos arroyos, formando más tarde el Río Tula, el cual corre de sur a norte, circunda la zona por sus extremos sur, oeste y norte.
Contiene matorral xerófilo, así mismo matorral espinoso, nopalera y pastizal natural. La principal fauna silvestre reportada es de serpientes, lagartijas, pequeños roedores y diversas aves.

Flora
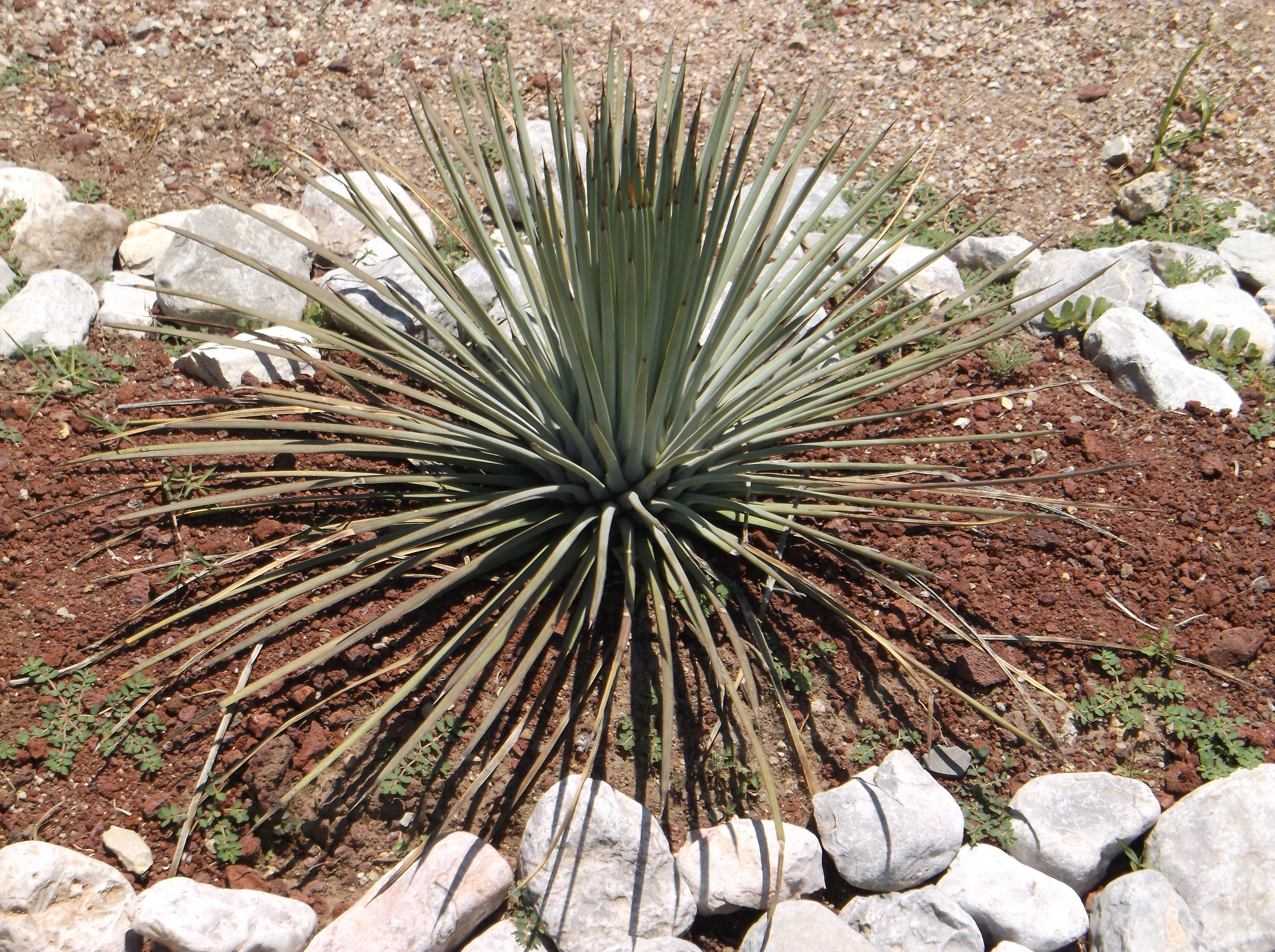
Agave (Agave striata)
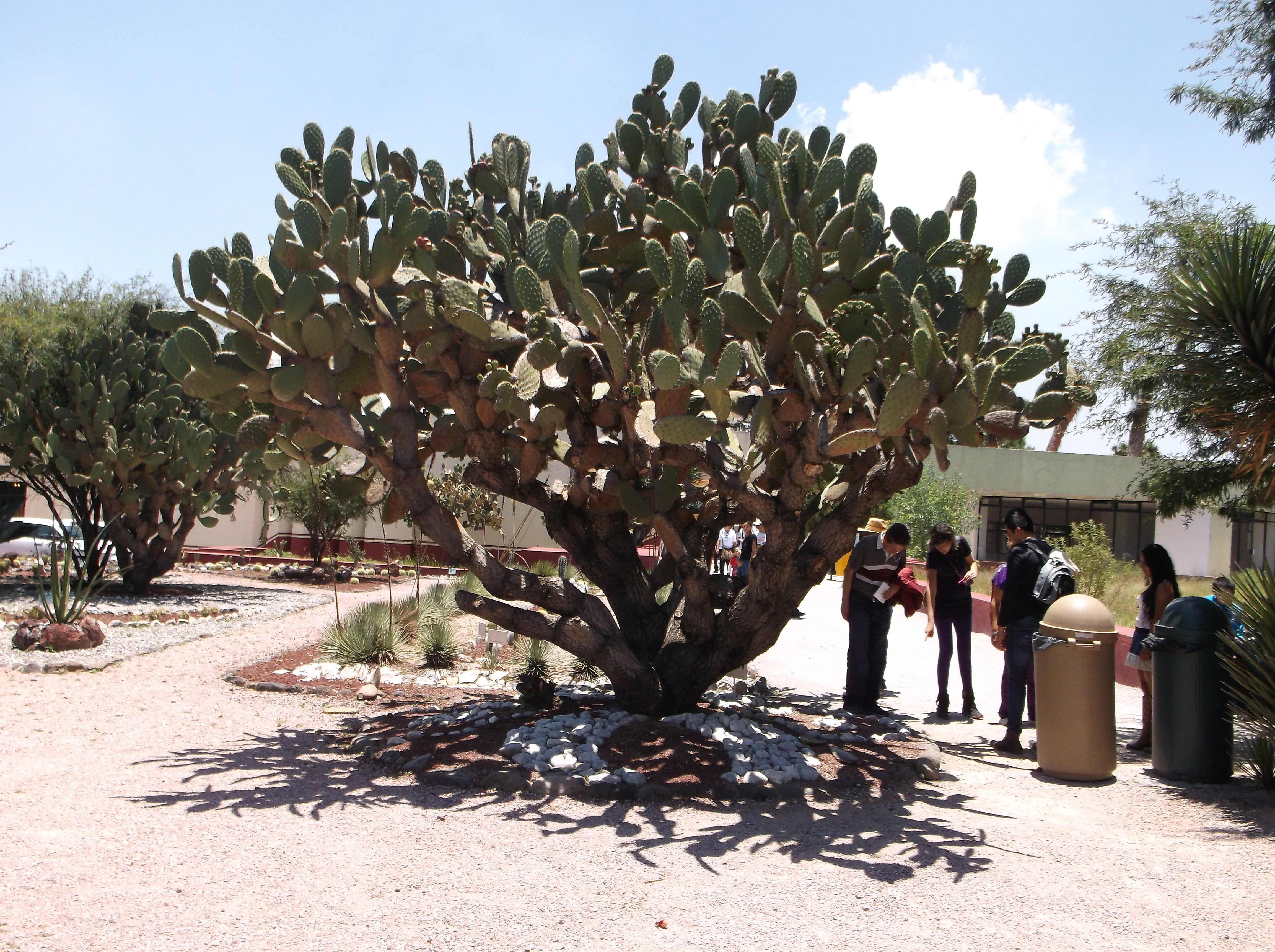
Nopal Serrano (Opuntia stenopetala)
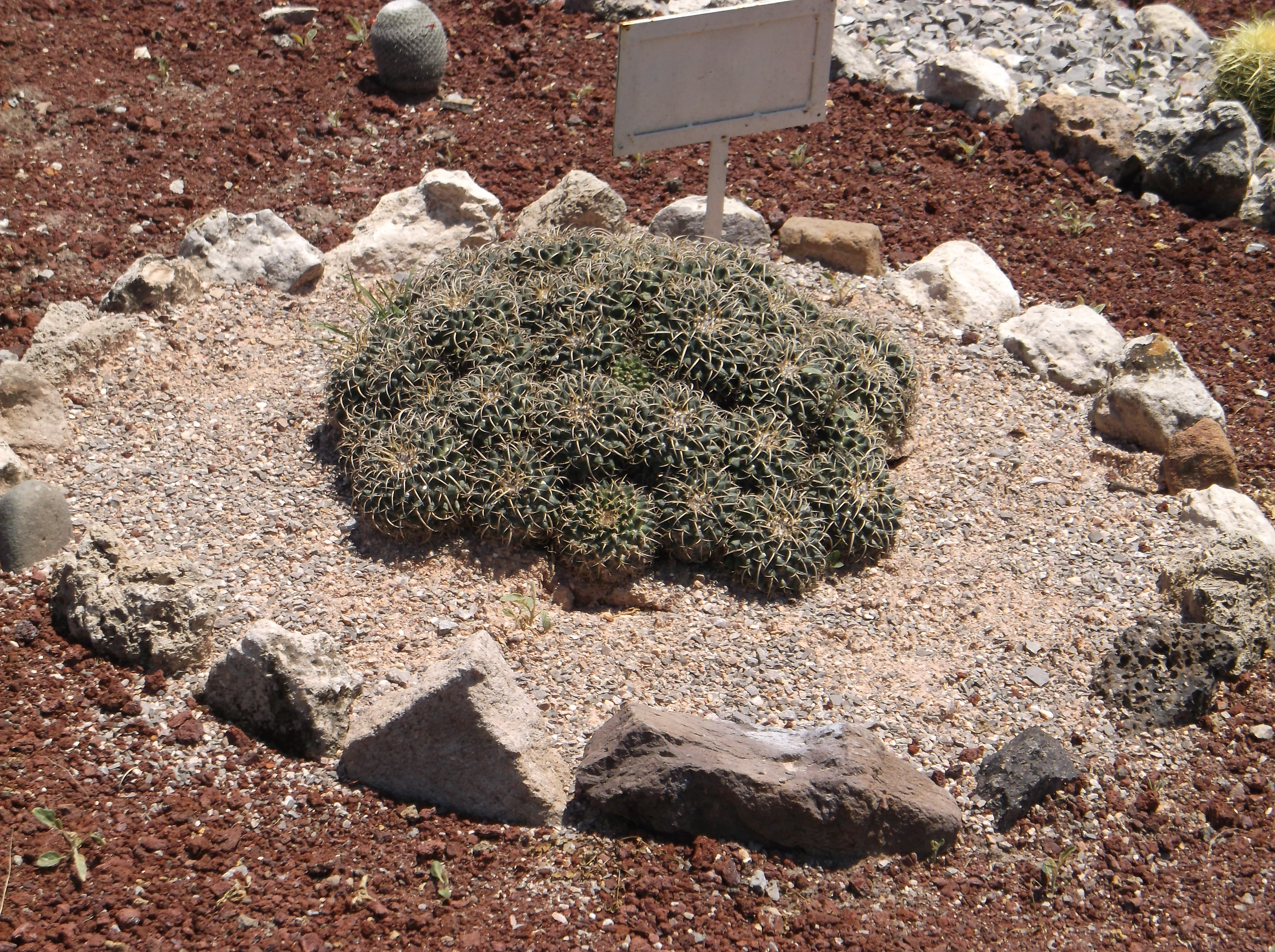
Cactácea (Mammillaria magnimamma)
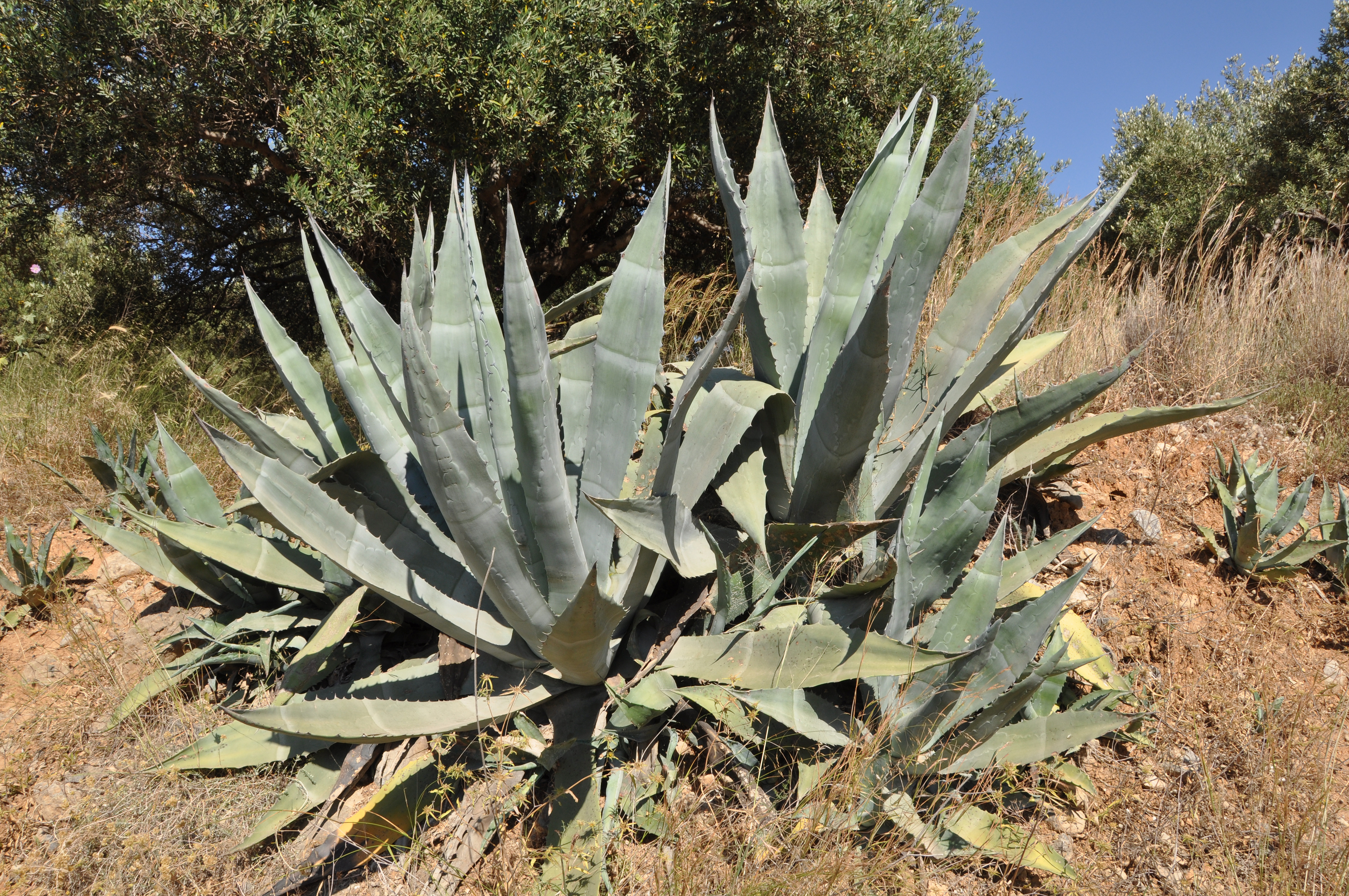
Maguey (Agave americana)

## Biodiversidad
De acuerdo al Sistema Nacional de Información sobre Biodiversidad de la Comisión Nacional para el Conocimiento y Uso de la Biodiversidad (CONABIO) en el Parque Nacional Tula habitan más de 130 especies de plantas y animales de las cuales 15 son exóticas.